# Dirka po Italiji 2017
Dirka po Italiji 2017 (italijansko Giro d'Italia 2017) je 100. izvedba dirke po Italiji, tritedenske moške cestne kolesarske etapne dirke. Začela se je 5. maja v Algheru in končala 28. maja v Milanu. Sodelovalo je 195 kolesarjev iz 22-ih ekip. Rožnato majico je prvič osvojil Tom Dumoulin (Giant-Alpecin), drugo mesto Nairo Quintana (Movistar Team), tretje pa Vincenzo Nibali (Bahrain–Merida). Vijolično majico je osvojil Fernando Gaviria (Quick-Step Floors), modro majico Mikel Landa (Team Sky), belo majico pa Bob Jungels (Quick-Step Floors).

## Ekipe
UCI WorldTeams
- AG2R La Mondiale
- Astana
- Bahrain–Merida
- BMC Racing Team
- Bora–Hansgrohe
- Cannondale–Drapac
- Team Dimension Data
- FDJ
- Team Katusha–Alpecin
- LottoNL–Jumbo
- Lotto–Soudal
- Movistar Team
- Orica–Scott
- Quick-Step Floors
- Team Sky
- Giant-Alpecin
- Trek–Segafredo
- UAE Team Emirates

UCI Professional Continental teams
- Bardiani–CSF
- CCC–Sprandi–Polkowice
- Gazprom–RusVelo
- Wilier Triestina–Selle Italia

## Etape
| Etapa | Datum   | Štart/Cilj                               | Razdalja    | Tip         | Tip                  | Zmagovalec               |           |
| ----- | ------- | ---------------------------------------- | ----------- | ----------- | -------------------- | ------------------------ | --------- |
| 1     | 5. maj  | Alghero — Olbia                          | 206 km      |             | ravninska etapa      | Lukas Pöstlberger (AUT)  |           |
| 2     | 6. maj  | Olbia — Tortolì                          | 221 km      |             | hribovita etapa      | André Greipel (GER)      |           |
| 3     | 7. maj  | Tortolì — Cagliari                       | 148 km      |             | ravninska etapa      | Fernando Gaviria (COL)   |           |
|       | 8. maj  | dan počitka                              | dan počitka | dan počitka | dan počitka          | dan počitka              |           |
| 4     | 9. maj  | Cefalù — Etna (Rifugio Sapienza)         | 181 km      |             | gorska etapa         | Jan Polanc (SLO)         |           |
| 5     | 10. maj | Pedara — Messina                         | 159 km      |             | ravninska etapa      | Fernando Gaviria (COL)   |           |
| 6     | 11. maj | Reggio Calabria — Terme Luigiane         | 217 km      |             | hribovita etapa      | Silvan Dillier (SUI)     |           |
| 7     | 12. maj | Castrovillari — Alberobello              | 224 km      |             | ravninska etapa      | Caleb Ewan (AUS)         |           |
| 8     | 13. maj | Molfetta — Peschici                      | 189 km      |             | hribovita etapa      | Gorka Izagirre (ESP)     |           |
| 9     | 14. maj | Montenero di Bisaccia — Blockhaus        | 149 km      |             | hribovita etapa      | Nairo Quintana (COL)     |           |
|       | 15. maj | dan počitka                              | dan počitka | dan počitka | dan počitka          | dan počitka              |           |
| 10    | 16. maj | Foligno — Montefalco                     | 39.8 km     |             | posamični kronometer | Tom Dumoulin (NED)       |           |
| 11    | 17. maj | Firence (Ponte a Ema) — Bagno di Romagna | 161 km      |             | hribovita etapa      | Omar Fraile (ESP)        |           |
| 12    | 18. maj | Forlì — Reggio Emilia                    | 229 km      |             | ravninska etapa      | Fernando Gaviria (COL)   |           |
| 13    | 19. maj | Reggio Emilia — Tortona                  | 167 km      |             | ravninska etapa      | Fernando Gaviria (COL)   |           |
| 14    | 20. maj | Castellania — Santuario di Oropa         | 131 km      |             | hribovita etapa      | Tom Dumoulin (NED)       |           |
| 15    | 21. maj | Valdengo — Bergamo                       | 199 km      |             | hribovita etapa      | Bob Jungels (LUX)        |           |
|       | 22. maj | dan počitka                              | dan počitka | dan počitka | dan počitka          | dan počitka              |           |
| 16    | 23. maj | Rovetta — Bormio                         | 222 km      |             | gorska etapa         | Vincenzo Nibali (ITA)    |           |
| 17    | 24. maj | Tirano — Canazei                         | 219 km      |             | hribovita etapa      | Pierre Rolland (FRA)     |           |
| 18    | 25. maj | Moena — Ortisei/St. Ulrich               | 137 km      |             | gorska etapa         | Tejay van Garderen (USA) |           |
| 19    | 26. maj | Innichen/San Candido — Piancavallo       | 191 km      |             | gorska etapa         | Mikel Landa (ESP)        |           |
| 20    | 27. maj | Pordenone — Asiago                       | 190 km      |             | gorska etapa         | Thibaut Pinot (FRA)      |           |
| 21    | 28. maj | Monza (Autodromo) — Milano               | 29,3 km     |             | posamični kronometer | Jos van Emden (NED)      |           |
|       | Skupaj  | Skupaj                                   | 3609,1 km   | 3609,1 km   | 3609,1 km            | 3609,1 km                | 3609,1 km |

## Razvrstitev po klasifikacijah
| Etapa  | Zmagovalec         | Rožnata majica ·  | Vijolična majica · | Modra majica ·       | Bela majica ·     | Ekipno po času    | Ekipne po točkah    |
| ------ | ------------------ | ----------------- | ------------------ | -------------------- | ----------------- | ----------------- | ------------------- |
| 1      | Lukas Pöstlberger  | Lukas Pöstlberger | Lukas Pöstlberger  | Cesare Benedetti     | Lukas Pöstlberger | Bora–Hansgrohe    | Bora–Hansgrohe      |
| 2      | André Greipel      | André Greipel     | André Greipel      | Daniel Teklehaimanot | Lukas Pöstlberger | Orica–Scott       | Lotto–Soudal        |
| 3      | Fernando Gaviria   | Fernando Gaviria  | André Greipel      | Daniel Teklehaimanot | Fernando Gaviria  | Quick-Step Floors | Team Dimension Data |
| 4      | Jan Polanc         | Bob Jungels       | André Greipel      | Jan Polanc           | Bob Jungels       | Cannondale–Drapac | UAE Team Emirates   |
| 5      | Fernando Gaviria   | Bob Jungels       | Fernando Gaviria   | Jan Polanc           | Bob Jungels       | Cannondale–Drapac | Quick-Step Floors   |
| 6      | Silvan Dillier     | Bob Jungels       | Fernando Gaviria   | Jan Polanc           | Bob Jungels       | Cannondale–Drapac | Quick-Step Floors   |
| 7      | Caleb Ewan         | Bob Jungels       | Fernando Gaviria   | Jan Polanc           | Bob Jungels       | UAE Team Emirates | Quick-Step Floors   |
| 8      | Gorka Izagirre     | Bob Jungels       | Fernando Gaviria   | Jan Polanc           | Bob Jungels       | UAE Team Emirates | Quick-Step Floors   |
| 9      | Nairo Quintana     | Nairo Quintana    | Fernando Gaviria   | Jan Polanc           | Davide Formolo    | Movistar Team     | Quick-Step Floors   |
| 10     | Tom Dumoulin       | Tom Dumoulin      | Fernando Gaviria   | Jan Polanc           | Bob Jungels       | Movistar Team     | Quick-Step Floors   |
| 11     | Omar Fraile        | Tom Dumoulin      | Fernando Gaviria   | Jan Polanc           | Bob Jungels       | Movistar Team     | Quick-Step Floors   |
| 12     | Fernando Gaviria   | Tom Dumoulin      | Fernando Gaviria   | Omar Fraile          | Bob Jungels       | Movistar Team     | Quick-Step Floors   |
| 13     | Fernando Gaviria   | Tom Dumoulin      | Fernando Gaviria   | Omar Fraile          | Bob Jungels       | Movistar Team     | Quick-Step Floors   |
| 14     | Tom Dumoulin       | Tom Dumoulin      | Fernando Gaviria   | Tom Dumoulin         | Bob Jungels       | Movistar Team     | Quick-Step Floors   |
| 15     | Bob Jungels        | Tom Dumoulin      | Fernando Gaviria   | Tom Dumoulin         | Bob Jungels       | Movistar Team     | Quick-Step Floors   |
| 16     | Vincenzo Nibali    | Tom Dumoulin      | Fernando Gaviria   | Mikel Landa          | Bob Jungels       | Movistar Team     | Quick-Step Floors   |
| 17     | Pierre Rolland     | Tom Dumoulin      | Fernando Gaviria   | Mikel Landa          | Bob Jungels       | Movistar Team     | Quick-Step Floors   |
| 18     | Tejay van Garderen | Tom Dumoulin      | Fernando Gaviria   | Mikel Landa          | Adam Yates        | Movistar Team     | Quick-Step Floors   |
| 19     | Mikel Landa        | Nairo Quintana    | Fernando Gaviria   | Mikel Landa          | Adam Yates        | Movistar Team     | Quick-Step Floors   |
| 20     | Thibaut Pinot      | Nairo Quintana    | Fernando Gaviria   | Mikel Landa          | Adam Yates        | Movistar Team     | Quick-Step Floors   |
| 21     | Jos van Emden      | Tom Dumoulin      | Fernando Gaviria   | Mikel Landa          | Bob Jungels       | Movistar Team     | Quick-Step Floors   |
| Skupaj | Skupaj             | Tom Dumoulin      | Fernando Gaviria   | Mikel Landa          | Bob Jungels       | Movistar Team     | Quick-Step Floors   |

## Končna razvrstitev
| Legenda | Legenda                                  | Legenda | Legenda                                    |
| ------- | ---------------------------------------- | ------- | ------------------------------------------ |
|         | Predstavlja vodilnega v skupnem seštevku |         | Predstavlja najboljšega mladega kolesarja  |
|         | Predstavlja vodilnega po točkah          |         | Predstavlja vodilnega v gorski razvrstitvi |

### Rožnata majica
| Poz. | Kolesar                  | Ekipa                | Čas         |
| ---- | ------------------------ | -------------------- | ----------- |
| 1    | Tom Dumoulin (NED)       | Giant-Alpecin        | 90h 34' 54" |
| 2    | Nairo Quintana (COL)     | Movistar Team        | + 31"       |
| 3    | Vincenzo Nibali (ITA)    | Bahrain–Merida       | + 40"       |
| 4    | Thibaut Pinot (FRA)      | FDJ                  | + 1' 17"    |
| 5    | Ilnur Zakarin (RUS)      | Team Katusha–Alpecin | + 1' 56"    |
| 6    | Domenico Pozzovivo (ITA) | AG2R La Mondiale     | + 3' 11"    |
| 7    | Bauke Mollema (NED)      | Trek–Segafredo       | + 3' 41"    |
| 8    | Bob Jungels (LUX)        | Quick-Step Floors    | + 7' 04"    |
| 9    | Adam Yates (GBR)         | Orica–Scott          | + 8' 10"    |
| 10   | Davide Formolo (ITA)     | Cannondale–Drapac    | + 15' 57"   |

### Vijolična majica
| Poz. | Kolesar                    | Ekipa                         | Točke |
| ---- | -------------------------- | ----------------------------- | ----- |
| 1    | Fernando Gaviria (COL)     | Quick-Step Floors             | 325   |
| 2    | Jasper Stuyven (BEL)       | Trek–Segafredo                | 192   |
| 3    | Sam Bennett (IRL)          | Bora–Hansgrohe                | 117   |
| 4    | Daniel Teklehaimanot (ERI) | Team Dimension Data           | 100   |
| 5    | Lukas Pöstlberger (AUT)    | Bora–Hansgrohe                | 98    |
| 6    | Tom Dumoulin (NED)         | Giant-Alpecin                 | 80    |
| 7    | Pavel Brutt (RUS)          | Gazprom–RusVelo               | 76    |
| 8    | Kristian Sbaragli (ITA)    | Team Dimension Data           | 76    |
| 9    | Eugert Zhupa (ALB)         | Wilier Triestina–Selle Italia | 70    |
| 10   | Roberto Ferrari (ITA)      | UAE Team Emirates             | 70    |

### Modra majica
| Poz. | Kolesar                  | Ekipa                | Točke |
| ---- | ------------------------ | -------------------- | ----- |
| 1    | Mikel Landa (ESP)        | Team Sky             | 224   |
| 2    | Luis León Sánchez (ESP)  | Astana               | 118   |
| 3    | Omar Fraile (ESP)        | Team Dimension Data  | 104   |
| 4    | Nairo Quintana (COL)     | Movistar Team        | 70    |
| 5    | Pierre Rolland (FRA)     | Cannondale–Drapac    | 70    |
| 6    | Ilnur Zakarin (RUS)      | Team Katusha–Alpecin | 66    |
| 7    | Igor Antón (ESP)         | Team Dimension Data  | 56    |
| 8    | Tom Dumoulin (NED)       | Giant-Alpecin        | 55    |
| 9    | Domenico Pozzovivo (ITA) | AG2R La Mondiale     | 54    |
| 10   | Thibaut Pinot (FRA)      | FDJ                  | 53    |

### Bela majica
| Poz. | Kolesar                    | Ekipa             | Čas          |
| ---- | -------------------------- | ----------------- | ------------ |
| 1    | Bob Jungels (LUX)          | Quick-Step Floors | 90h 41' 58"  |
| 2    | Adam Yates (GBR)           | Orica–Scott       | + 1' 06"     |
| 3    | Davide Formolo (ITA)       | Cannondale–Drapac | + 8' 13"     |
| 4    | Jan Polanc (SLO)           | UAE Team Emirates | + 11' 02"    |
| 5    | Laurens De Plus (BEL)      | Quick-Step Floors | + 1h 12' 56" |
| 6    | Simone Petilli (ITA)       | UAE Team Emirates | + 1h 22' 30" |
| 7    | Sebastián Henao (COL)      | Team Sky          | + 1h 37' 00" |
| 8    | François Bidard (FRA)      | AG2R La Mondiale  | + 2h 01' 59" |
| 9    | Aleksander Foliforov (RUS) | Gazprom–RusVelo   | + 2h 02' 26" |
| 10   | Gregor Mühlberger (AUT)    | Bora–Hansgrohe    | + 2h 05' 30" |

### Ekipno po času
| Poz. | Ekipa             | Čas          |
| ---- | ----------------- | ------------ |
| 1    | Movistar Team     | 270h 36' 48" |
| 2    | AG2R La Mondiale  | + 59' 46"    |
| 3    | FDJ               | + 1h 19' 56" |
| 4    | Bahrain–Merida    | + 1h 24' 52" |
| 5    | Cannondale–Drapac | + 1h 27' 19" |
| 6    | UAE Team Emirates | + 1h 59' 31" |
| 7    | Team Sky          | + 1h 59' 41" |
| 8    | Astana            | + 2h 09' 05" |
| 9    | Trek–Segafredo    | + 2h 23' 12" |
| 10   | Giant-Alpecin     | + 2h 41' 45" |

### Ekipno po točkah
| Poz. | Ekipa               | Točke |
| ---- | ------------------- | ----- |
| 1    | Quick-Step Floors   | 516   |
| 2    | UAE Team Emirates   | 355   |
| 3    | Team Sky            | 323   |
| 4    | Bora–Hansgrohe      | 308   |
| 5    | Movistar Team       | 297   |
| 6    | Team Dimension Data | 289   |
| 7    | Giant-Alpecin       | 286   |
| 8    | Trek–Segafredo      | 277   |
| 9    | FDJ                 | 240   |
| 10   | Bahrain–Merida      | 239   |